# Південний Хрест

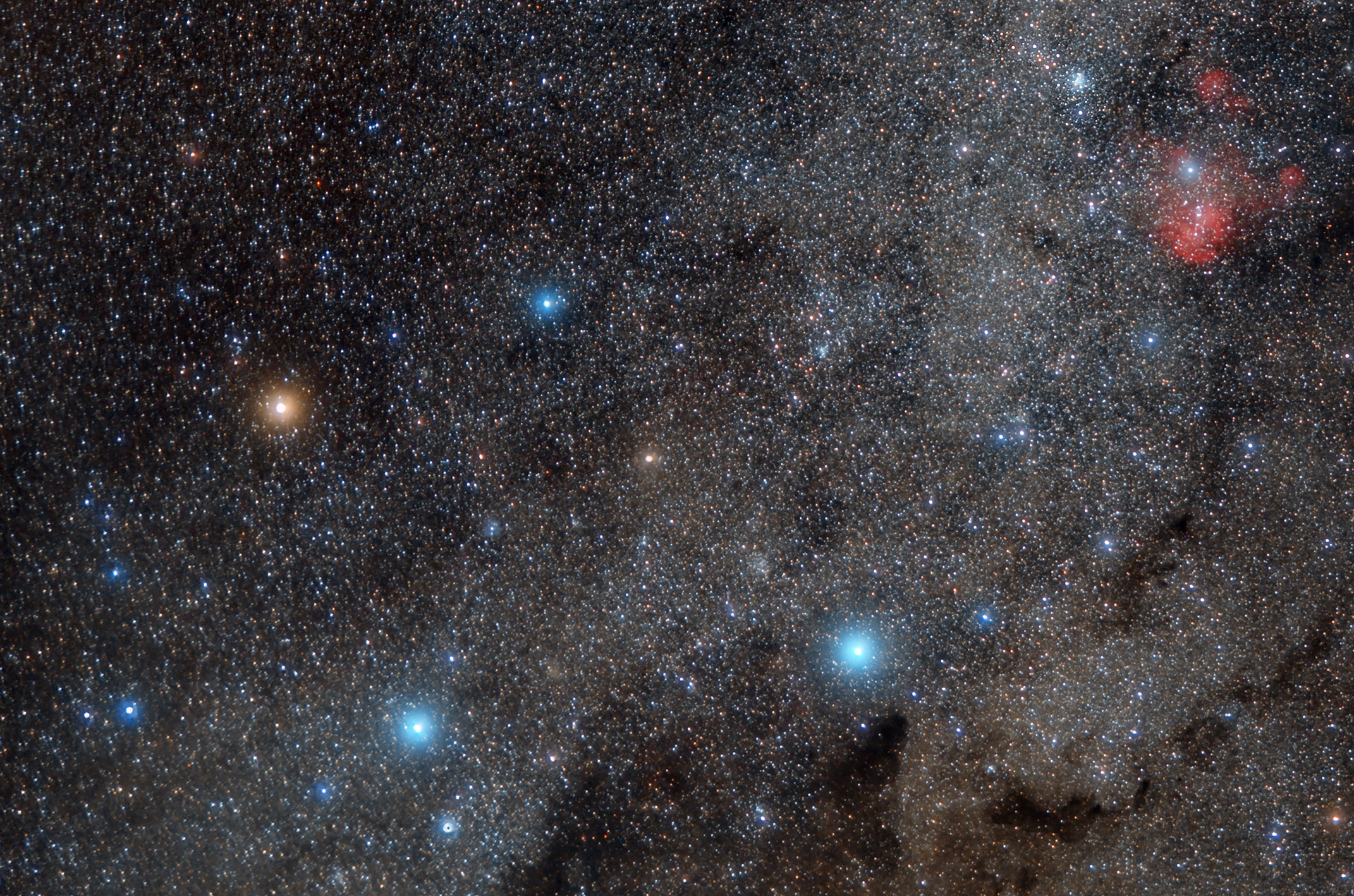
Південний Хрест неозброєним оком з Нової Зеландії.

Півде́нний Хрест, або Хрест (лат. Crux) — сузір'я південної півкулі неба, найменше за площею серед 88 сучасних сузір'їв. З території України не спостерігається.
Південний Хрест з трьох боків оточений сузір'ям Центавра, з півдня з ним межує Муха.

## Історія
Новітнє сузір'я. Попри те, що зорі Південного Хреста були відомі античним астрономам (адже сузір'я можна було спостерігати з північного узбережжя Середземного моря приблизно до 500 р. н. е.), вони не виділяли їх в окреме сузір'я, включаючи до сузір'я Центавра. Однак, як окремий астеризм Південний Хрест у давнину виділявся. Так, римські астрономи називали його «Трон Імператора» на честь Октавіана Августа. Був відомий арабським астрономам, згадується в «Чистилищі» Данте (початок XIV століття). Першим європейцем Нового часу, який описав цю зоряну групу, був Амеріго Веспуччі 1501 року. Він назвав її «Мигдаль» (італ. Il Mandorla, термін релігійного італійського мистецтва того часу). Як окреме сузір'я виділено на небесному глобусі Петера Планціуса 1589 року, фігурував на глобусі Емір Моліно (фр. Emerie Mollineux) 1592 року, на мапі Якоба Барча 1624 року. Проте, в «Уранометріі» Йогана Байєра (1603 рік) значиться як частина Центавра, хоча й виділяється як астеризм під назвою «Новий Хрест». У наукових виданнях поданий окремим сузір'ям Августином Ройє 1679 року.

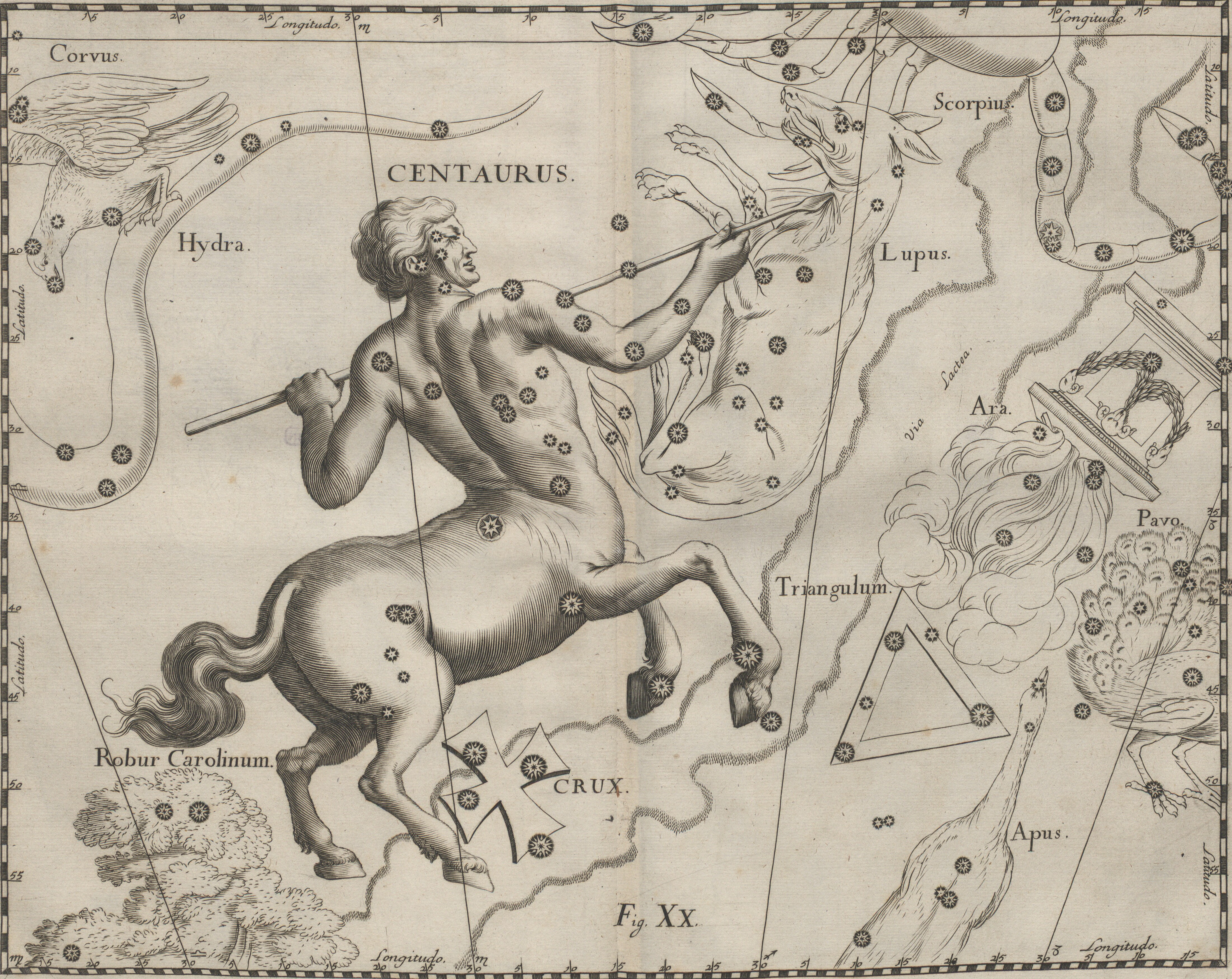
Зображення Південного Хреста поряд з Центавром в атласі Уранографія Яна Гевелія, 1690 рік

Назву Південний Хрест сузір'ю було надано для того, щоб відрізняти його від «північного хреста» — сузір'я Лебедя. Означення «південний» вживається лише в національних назвах сузір'я, стандартна латинська назва — Crux («хрест»).

## Характерні особливості
На південному небі немає своєї полярної зорі — найближче до полюса розташована σ Октанта, але вона занадто тьмяна для навігаційних потреб. Південний небесний полюс можна знайти за допомогою двох зір Південного Хреста: α (Акрукс) і γ (Гакрукс). Якщо з'єднати їх лінією й продовжити її за Альфу на відстань приблизно в 4,5 раза більшу, ніж відстань між зорями, то ця лінія приведе до Південного небесного полюса. Через це α й γ Хреста іноді називають Стрілкою.
Якщо провести серединний перпендикуляр між зірками α і β Центавра, то ця лінія перетне попередню якраз у точці Південного полюсу.
Часто помилково вважається, що Південний Хрест розташований на небі в протилежній точці неба від Великої Ведмедиці[джерело?]. Це не так — у тропіках ці два сузір'я можна спостерігати одночасно: з квітня по червень Велика Ведмедиця сходить низько над північним горизонтом, а Південний Хрест — також низько над південним. Насправді у протилежному від Південного Хреста місці неба розташоване сузір'я Кассіопеї, і ці два сузір'я спостерігати одночасно неможливо.
У місцевостях на південь від 34° південної широти Південний Хрест ніколи не заходить і завжди залишається на небі.

## Інші назви сузір'я
У давній індуській астрології сузір'я називалося «трішанку» (trishanku). Маорі називали Хрест «те пунга» — якір. Чумацький Шлях вони вважали за вака (каное) міфологічного героя Тама-ререті, а зірки Стрілки — якірним канатом.

## Помітні небесні об'єкти

Південний Хрест на прапорах

Туманність Вугільний Мішок — найвиразніша серед темних туманностей неба, її можна побачити неозброєним оком як темну пляму на тлі південної ділянки Чумацького Шляху.
Інший помітний об'єкт у Південному Хресті — розсіяне зоряне скупчення NGC 4755, відоме також під назвою Скарбничка або скупчення Каппи Хреста (κ Crucis). Воно було відкрите Лакайлем у 1751—1752 р. Розташоване на відстані приблизно 7500 світлових років від Сонця і містить понад 100 зір, зосереджених на ділянці розміром близько 20 світлових років.

## Символіка

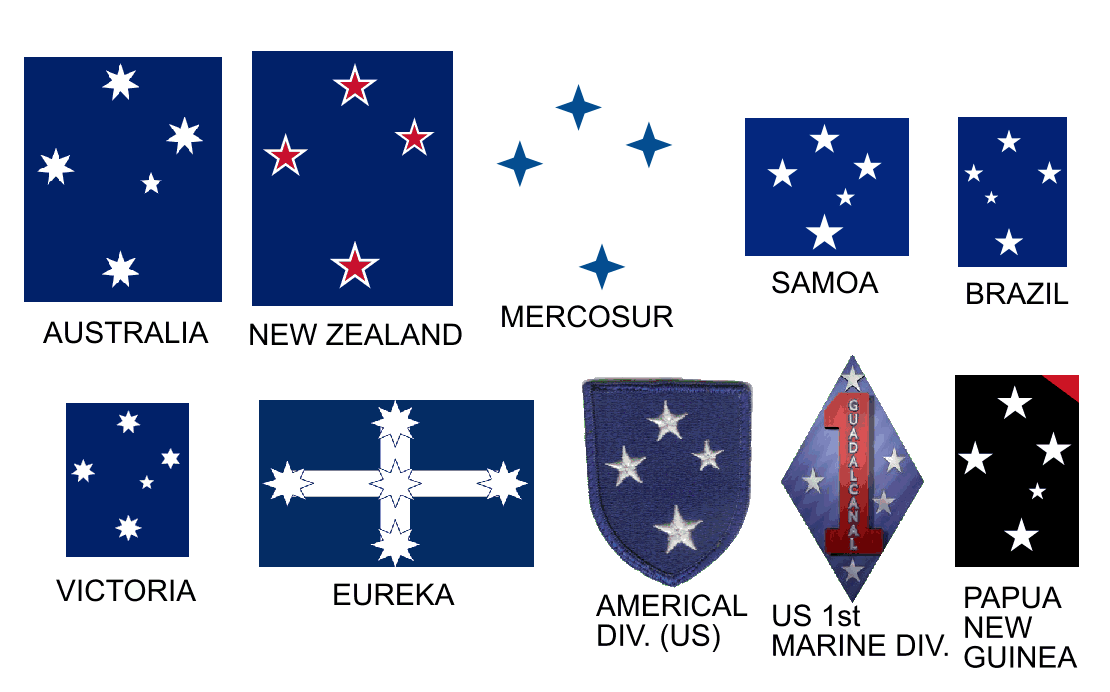
Південний Хрест на прапорах

П'ять найяскравіших зірок Південного Хреста — α β, γ, δ і ε — зображено на прапорах Австралії, Бразилії, Нової Зеландії (без ε), Папуа Нової Гвінеї й Самоа, австралійських штатів і територій Вікторія, Столична територія і Північна територія, а також на прапорі чилійської провінції Маґаянес і прапорах та емблемах декількох аргентинських провінцій (Санта-Крус, Вогняна Земля, Антарктида та острови Південної Атлантики).
Кам'яне зображення сузір'я було знайдене археологами при розкопках давнього інкського міста Мачу-Пікчу в Перу.

## Зорі
Зорі з власними назвами:
- (α1,2 Cru) — 0,87 (подвійна 1.3, 1.73) Акрукс
- (β Cru) 1,25 Бекрукс чи Мімоза
- (γ Cru) — подвійна 1.59, 6,42 Гакрукс
- (δ Cru) 2.79; Декрукс (чи Делькрукс): Зорі з позначеннями за Баєром:

ε Cru 3.59; ζ Cru 4.06; η Cru 4.14; θ1 Cru 4.32; θ2 Cru 4.72; ιCru 4.69; κCru 5.89; λCru 4.62; μ1 Cru 4.03; μ2 Cru 5,08
Зорі з позначеннями за Флемстедом:
35 Cru; 39 Cru: Інші помітні зорі:
- HD 108147 7,00 — має планету.